# Seleccions de la Copa del Món de Rugbi 1995
Aquest article és una llista dels jugadors que componien les diferents seleccions de la Copa del Món de Rugbi de 1995.

## Grup A

### Austràlia
Entrenador: Bob Dwyer
1. Matt Pini (Fullback)
2. Matt Burke (Fullback/utility back)
3. Daniel Herbert (Centre)
4. Jason Little (Centre)
5. Tim Horan (Centre)
6. Joe Roff (Centre/Wing)
7. David Campese (Wing)
8. Damian Smith (Wing)
9. Michael Lynagh (Fly half and captain)
10. Scott Bowen (Fly half)
11. George Gregan (Scrum half)
12. Peter Slattery (Scrum half)
13. Tim Gavin (No. 8)
14. Troy Coker (No. 8/Flanker)
15. Viliami Ofahengaue (Blindside flanker)
16. Ilivasi Tabua (Flanker)
17. David Wilson (Openside flanker)
18. Rod McCall (Lock)
19. John Eales (Lock)
20. Warwick Waugh (Lock)
21. Tony Daly (Prop)
22. Dan Crowley (Prop)
23. Ewen McKenzie (Prop)
24. Mark Hartill (Prop)
25. Phil Kearns (Hooker)
26. Michael Foley (Hooker)

### Canadà
Entrenador:  Ian Birtwell
Davanters
1. Richard Bice
2. Mark Cardinal
3. Al Charron
4. Glen Ennis
5. Eddie Evans
6. Ian Gordon
7. John Hutchinson
8. Mike James
9. Paul LeBlanc
10. Gordon MacKinnon
11. Colin McKenzie
12. Chris Michaluk
13. Gareth Rowlands
14. Rod Snow
15. Karl Svoboda

Defenses
1. John Graf
2. Steve Gray
3. David Lougheed
4. Shawn Lytton
5. Gareth Rees (captain)
6. Bobby Ross
7. Winston Stanley
8. Christian Stewart
9. Scott Stewart
10. Ron Toews
11. Alan Tynan

### Romania
Entrenadores: Mircea Paraschiv / Constantin Fugigi
1. Vasile Brici
2. Lucian Cocleriu
3. Ionel Rotaru
4. Gheorghe Solomie
5. Adrian Lungu
6. Radu Fugigi
7. Romeo Gontineac
8. Nicolae Răcean
9. Ilie Ivanciuc
10. Neculai Nichitean
11. Vasile Flutur
12. Daniel Neaga
13. Cătălin Drăguceanu
14. Tiberiu Brînză (captain)
15. Andrei Guranescu
16. Alexandru Gealapu
17. Traian Oroian
18. Ovidiu Slusariuc
19. Sandu Ciorascu
20. Constantin Cojocariu
21. Valere Tufă
22. Ionel Negreci
23. Vasile Lucaci
24. Gabriel Vlad
25. Leodor Costea
26. Gheorghe Leonte

### Sud-àfrica
Entrenador: Kitch Christie
1. Os du Randt (prop) (Orange Free State)‡
2. Balie Swart (prop) (Transvaal)
3. Marius Hurter (Western Province)
4. Garry Pagel (Western Province)
5. Chris Rossouw (hooker) (Transvaal)
6. James Dalton (hooker) (Transvaal)†
7. Naka Drotske (hooker) (Orange Free State)‡
8. Mark Andrews (lock) (Natal)
9. Kobus Wiese (Transvaal)
10. Hannes Strydom (Transvaal)
11. Krynauw Otto (Northern Transvaal)
12. Francois Pienaar (loose Davanters) (captain) (Transvaal)
13. Ruben Kruger (Northern Transvaal)
14. Robbie Brink (Western Province)
15. Rudolph Straeuli (Transvaal)
16. Adriaan Richter (Northern Transvaal)
17. Joost van der Westhuizen (scrum-half) (Northern Transvaal)
18. Johan Roux (Transvaal)
19. Joel Stransky (fly-half) (Western Province)
20. Hendrik le Roux (Transvaal)
21. Japie Mulder (centre) (Transvaal)
22. Brendan Venter (Orange Free State)
23. Christiaan Scholtz (Transvaal)
24. Pieter Hendriks (wing)† (Transvaal)
25. Chester Williams (wing) (Western Province)‡
26. James Small (Natal)
27. Andre Joubert (full back) (Natal)
28. Gavin Johnson (Transvaal)

† Expulsat per barallar-se durant el partit contra Canadà.

‡ Substitut

## Grup B

### Argentina
Entrenadores: Alejandro Petra/Ricardo Paganini
Defenses
1. Diego Albanese
2. Agustín Pichot
3. Rodrigo Crexell
4. Guillermo del Castillo
5. José Cilley
6. Fernando del Castillo
7. Lisandro Arbizu
8. Sebastián Salvat (c.)
9. Francisco García
10. Gonzalo Camardon
11. Diego Cuesta Silva
12. Martín Terán
13. Ezequiel Jurado
14. Santiago Mesón

Davanters
1. Matias Corral
2. Marcelo Urbano
3. Roberto Grau
4. Patricio Noriega
5. Federico Mendez
6. Ricardo Le Fort
7. Germán Llanes
8. Pedro Sporleder
9. Nicolás Bossicovich
10. Pablo Buabse
11. Rolando Martin
12. Cristián Viel
13. Martín Sugasti
14. Sebastián Irazoqui
15. José Santamarina
16. Agustín Macome

### Anglaterra
Entrenador: Jack Rowell
1. Mike Catt (Bath)
2. Jonathan Callard (Bath)
3. Tony Underwood (Leicester Tigers)
4. Rory Underwood (Leicester Tigers)
5. Ian Hunter (Northampton Saints)
6. Will Carling (Harlequins)
7. Jeremy Guscott (Bath)
8. Phil de Glanville (Bath)
9. Damian Hopley (Wasps)
10. Rob Andrew (Wasps)
11. Kyran Bracken (Bristol)
12. Dewi Morris (Orrell)
13. Jason Leonard (Harlequins)
14. Graham Rowntree (Leicester Tigers)
15. Victor Ubogu (Bath)
16. John Mallett (Bath)
17. Brian Moore (Harlequins)
18. Graham Dawe (Bath)
19. Martin Bayfield (Northampton Saints)
20. Martin Johnson (Leicester Tigers)
21. Richard West (Gloucester)
22. Tim Rodber (Northampton Saints)
23. Dean Richards (Leicester Tigers)
24. Ben Clarke (Bath)
25. Steve Ojomoh (Bath)
26. Neil Back (Leicester Tigers)

### Itàlia
Entrenador:  Georges Coste
Defenses
1. Alessandro Troncon
2. Diego Dominguez
3. Luigi Troiani
4. Massimo Bonomi
5. Ivan Francescato
6. Stefano Bordon
7. Marco Platania
8. Massimo Ravazzolo
9. Marcello Cuttitta
10. Mario Gerosa
11. Francesco Mazzariol
12. Paolo Vaccari
13. Piermassimiliano Dotto

Davanters
1. Massimo Cuttitta (captain)
2. Franco Properzi
3. Giovanni Grespan
4. Massimo Giovanelli
5. Mauro Dal Sie
6. Andrea Castellani
7. Roberto Favaro
8. Mark Giacheri
9. Pierpaolo Pedroni
10. Giambattista Croci
11. Carlo Checchinato
12. Diego Scaglia
13. Julian Gardner
14. Orazio Arancio
15. Andrea Sgorlon
16. Massimiliano Capuzzoni
17. Moreno Trevisiol
18. Carlo Orlandi

### Samoa
Entrenador: Bryan Williams
1. Tupo Fa`amasino
2. Michael Umaga
3. George Harder
4. Brian Lima
5. George Leaupepe
6. Esera Puleitu
7. Fereti Tuilagi
8. To’o Vaega
9. Darren Kellett
10. Fata Sini
11. Tuetu Nu`ualiitia
12. Vaapuu Vitale
13. Peter Fatialofa
14. George Latu
15. Michael Mika
16. Tala Leiasamaivo
17. Brendan Reidy
18. Lio Falaniko
19. Potu Leavasa
20. Saini Lemanea
21. Daryl Williams
22. Malaki Iupeli
23. Junior Paramore
24. Sila Viafale
25. Pat Lam
26. Sham Tatupu

## Grup C

### Irlanda
Entrenador: Gerry Murphy
Defenses
1. Jim Staples (Harlequins & Irish Exiles)
2. Conor O'Shea (Lansdowne & Leinster)
3. Simon Geoghegan (Bath & Irish Exiles)
4. Richard Wallace (Garryowen & Munster)
5. Darragh O'Mahony (U.C.D & Leinster)
6. Brendan Mullin (Blackrock & Leinster)
7. Jonathan Bell (Ballymena & Ulster)
8. Maurice Field (Malone & Ulster)
9. Eric Elwood (Lansdowne & Leinster)
10. Paul Burke (Cork Constitution & Munster)
11. Niall Hogan (Terenure & Leinster)
12. Michael Bradley (Cork Constitution & Munster(reserve))

Davanters
1. Nick Popplewell (Wasps & Irish Exiles)
2. John Fitzgerald (Young Munster & Munster)
3. Gary Halpin (London Irish & Irish Exiles)
4. Paul Wallace (Blackrock & Leinster)
5. Terry Kingston (Dolphin & Munster) (captain)
6. Keith Wood (Garryowen & Munster)
7. Neil Francis (Old Belvedere & Leinster)
8. Gabriel Fulcher (Cork Constitution & Munster)
9. Davy Tweed (Ballymena & Ulster)
10. Anthony Foley (Shannon & Munster)
11. David Corkery (Cork Constitution & Munster)
12. Eddie Halvey (Shannon & Munster)
13. Denis McBride (Malone & Ulster)
14. Paddy Johns (Dungannon & Ulster)

### Japó
Entrenador: Shō Yabu Osamu
Defenses
1. Tsutomu Matsuda
2. Kiyoshi Imaizumi
3. Terunori Masuho
4. Akira Yoshida
5. Lopeti Oto
6. Seiji Hirao
7. Yoshihito Yoshida
8. Yukio Motoki
9. Katsuhiro Matsuo
10. Keiji Hirose
11. Masami Horikoshi
12. Wataru Murata

Davanters
1. Osamu Ota
2. Kazuaki Takahashi
3. Masanori Takura
4. Masahiro Kunda (captain)
5. Eiji Hirotsu
6. Kazu Hamabe
7. Yoshihiko Sakuraba
8. Bruce Ferguson
9. Takashi Akatsuka
10. Hiroyuki Kajihara
11. Sinali Latu
12. Ko Izawa
13. Sione Latu
14. Tomoya Haneda

### Nova Zelanda
Entrenador: Laurie Mains
Defenses
1. Glen Osborne (North Harbour)
2. Eric Rush (North Harbour)
3. Jeff Wilson (Otago)
4. Marc Ellis (Otago)
5. Jonah Lomu (Counties)
6. Frank Bunce (North Harbour)
7. Walter Little (North Harbour)
8. Alama Ieremia (Wellington)
9. Andrew Mehrtens (Canterbury)
10. Simon Culhane (Southland)
11. Ant Strachan (North Harbour)
12. Graeme Bachop (Canterbury)

Davanters
1. Zinzan Brooke (Auckland)
2. Kevin Schuler (North Harbour)
3. Mike Brewer (Canterbury)
4. Jamie Joseph (Otago)
5. Paul Henderson (Southland)
6. Josh Kronfeld (Otago)
7. Blair Larsen (North Harbour)
8. Ian Jones (North Harbour)
9. Robin Brooke (Auckland)
10. Craig Dowd (Auckland)
11. Olo Brown (Auckland)
12. Richard Loe (Canterbury)
13. Sean Fitzpatrick (Auckland) (captain)
14. Norm Hewitt (Southland)

### Gal·les
Entrenador:  Alex Evans
Defenses 
1. Tony Clement (Swansea)
2. Adrian Davies (Cardiff)
3. David Wyn Evans (Treorchy)
4. Ieuan Evans (Llanelli)
5. Steve Ford (Cardiff)
6. Mike Hall (Cardiff) (capitan)
7. Neil Jenkins (Pontypridd)
8. Robert Jones (Swansea)
9. Andy Moore (Cardiff)
10. Wayne Proctor (Llanelli)
11. Gareth Thomas (Bridgend)
12. Justin Thomas (Cardiff Institute)

Davanters 
1. Mark Bennett (Cardiff)
2. John Davies (Neath)
3. Stuart Davies (Swansea)
4. Ricky Evans (Llanelli)
5. Mike Griffiths (Cardiff)
6. Jonathan Humphreys (Cardiff)
7. Garin Jenkins (Swansea)
8. Spencer John (Llanelli)
9. Derwyn Jones (Cardiff)
10. Emyr Lewis (Cardiff)
11. Gareth Llewellyn (Neath)
12. Greg Prosser (Pontypridd)
13. Stuart Roy (Cardiff)
14. Hemi Taylor (Cardiff)

## Grup D

### França
Entrenador: Pierre Berbizier
1. Jean-Luc Sadourny (US Colomiers) 28 years-old, 27 caps
2. Sébastien Viars (Brive) 23 - 13
3. Philippe Saint-André (Montferrand) 27 - 43
4. Philippe Sella (Agen) 33 - 106
5. Franck Mesnel (Racing) 33 - 53
6. Émile Ntamack (Stade Toulousain) 24 - 7
7. Thierry Lacroix (Dax) 27 - 27
8. William Téchoueyres (SBUC) 28 - 7
9. Christophe Deylaud (Stade Toulousain) 30 - 9
10. Yann Delaigue (Toulon) 21 - 4
11. Aubin Hueber (Toulon) 28 - 18
12. Guy Accoceberry (Begles) 27 - 7
13. Fabien Galthié (US Colomiers)
14. Abdelatif Benazzi (Agen) 28 - 32
15. Philippe Benetton (Agen) 26 - 29
16. Marc Cecillon (Bourgoin) 35 - 41
17. Laurent Cabannes (Racing) 30 - 34
18. Arnaud Costes (Montferrand) 21 - 1
19. Albert Cigagna (Stade Toulousain] 34 - 0
20. Olivier Roumat (Dax) 28 - 50
21. Olivier Brouzet (Grenoble) 22 - 5
22. Olivier Merle (Montferrand) 29 - 15
23. Christian Califano (Stade Toulousain) 22 - 7
24. Philippe Gallart (Béziers) 32 - 15
25. Jean-Michel Gonzalez (Bayonne) 27 - 23
26. Louis Armary (Lourdes) 31 - 40
27. Laurent Benezech (Racing) 28 - 8
28. Marc de Rougemont (Toulon) 22 - 0

### Costa d'Ivori
Entrenador: Claude Ezoua
Defenses
1. Felix Dago
2. Frédéric Dupont (RC Nîmes, France)
3. Aboubakar Camara
4. Athanase Dali (Clamart Rugby 92, France) (captain)
5. Thierry Kouame
6. Alfred Okou
7. Lucien Niakou (Stade Niortais, France)
8. Aboubacar Soulama
9. Paulin Bouazo (Burotic Abidjan)
10. Max Brito (Biscarosse, France)
11. Celestin N'Gbala (Cahors Rugby, France)
12. Victor Kouassi (Burotic Abidjan)
13. Jean-Baptiste Sathiq (CASGI)

Davanters
1. Ernest Bley (ASPAA)
2. Toussaint Djehi (Stade Olympique Millavois Rugby, France)
3. Jean-Pascal Ezoua
4. Daniel Quansah
5. Édouard Angoran (Stade Rodez Aveyron, France)
6. Achille Niamien
7. Ble Aka
8. Gilbert Bado (US Cognac, France)
9. Amidou Kone (Burotic Abidjan)
10. Soumalia Kone
11. Patrice Pere (ACBB Paris, France)
12. Djakaria Sanoko (Biarritz Olympique, France)
13. Ismaila Lassissi (Burotic Abidjan)

### Escòcia
Entrenador: Jim Telfer
1. Gavin Hastings (Watsonians) (captain)
2. Cameron Glasgow (Heriot's RC)
3. Kenny Logan (Stirling Co.)
4. Craig Joiner (Melrose RFC)
5. Tony Stanger (Hawick RFC)
6. Scott Hastings (Watsonians)
7. Ian Jardin (Stirling Co.)
8. Graham Shiel (Melrose)
9. Craig Chalmers (Melrose)
10. Bryan Redpath (Melrose)
11. David Hilton (Bath FC)
12. John Manson (Dundee HSFP)
13. Peter Wright (Boroughmuir RFC)
14. Paul Burnell (London Scot.)
15. Kenny Milne (Heriots)
16. Kevin McKenzie (Stirling Co.)
17. Stewart Campbell (Dundee HS)
18. Damian Cronin (Bourges)
19. Jeremy Richardson (Edinburgh Acs)
20. Doddie Weir (Melrose)
21. Rob Wainwright (West HartleGrup)
22. Peter Walton (Northampton)
23. Ian Morrison (London Scot.)
24. Ian Smith (Gloucester)
25. Eric Peters (Bath)

### Tonga
Entrenador: Fakahau Valu
Davanters 
1. Mana Otai (captain)
2. Tu'akalau Fukofuka
3. Etuini Talaki
4. Sa'ili Fe`ao
5. Fe'ao Vunipola
6. Fololisi Masila
7. Pouvalu Latukefu
8. Falamani Mafi
9. Willie Lose
10. Ipolitio Fenukitau
11. Toutai Kefu
12. Fili Finau
13. Inoke Afeaki
14. Danial Manu
15. Feleti Fakaongo
16. Feleti Mahoni
17. Takau Lutua

Defenses 
1. Manu Vunipola
2. Akuila Mafi
3. Elisi Vunipola
4. Pita Alatini
5. Falanisi Manukia
6. Penieli Latu
7. Sione Ngauamo
8. Alasika Taufa
9. Tevita Va`enuku
10. Semi Taupeaafe
11. Sateki Tu'ipulotu
12. Taipe 'Isitolo
13. Simani Mafile'o
14. Tevita Manako
15. Nafe Tufui